# مؤتمر الشعب العام
مؤتمر الشعب العام في الجماهيرية الليبية هو الملتقى العام للمؤتمرات الشعبية واللجان الشعبية والاتحادات والنقابات والروابط المهنية، ويتولى ممارسة الاختصاصات المنصوص عليها في المادة الرابعة والعشرين من القانون رقم (1) لسنة 1369 و.ر. تأسس مؤتمر الشعب العام سنة 1976.
وهو يماثل البرلمان. بالرغم من أنه ليس برلمانا فهو لا يضم ممثلين عن الشعب بل أمناء المؤتمرات الشعبية الاساسية.
نظريا يتم اختيار أمانة مؤتمر الشعب العام من بين أؤلئك الذين تم اختيارهم بالتصعيد الشعبي المباشر وتختص هذه الأمانة بمتابعة تنفيذ القوانين التي تصدرها المؤتمرات الشعبية الأساسية، ومتابعة أعمال اللجان الشعبية ودعوة مؤتمر الشعب العام للانعقاد، دعوة الإتحادات والروابط المهنية وغيرها للانعقاد، عقد الاجتماعات التقابلية المشتركة، وإصدار القرارات المتعلقة باستحداث مؤتمرات شعبية أساسية.
كذلك تختص امانة مؤتمر الشعب العام بمراجعة وتفسير القوانين واللوائح والقرارات. كما تختص هذه الأمانة بمراجعة المعاهدات والاتفاقات، منح الإذن بمساءلة أؤلئك الذين اختيروا من قبل مؤتمر الشعب العام وأمناء واعضاء المؤتمرات الشعبية للشعبيات. وتدعو إلى التصعيد الشعبي ومتابعته. كما أنها تعمل على تحويل الحالات والقضايا التي تتطلب تحويلها إلى جهاز الرقابة الشعبية أو من مكتب الإدعاء الشعبي، تعزيز الروابط والعلاقات مع الهيئات والمنظمات الأجنبية على الصعيدين العام والرسمي.
كذلك تختص الأمانة بمنح وسحب وإسقاط الجنسية الليبية والتصديق على منح اللجؤ السياسي إلى جانب منح الإذن بحمل الأوسمة التي تمنح من قبل الهيئات والمنظمات الأجنبية لمواطني الجماهيرية.

## التكوين
1 – أمناء المؤتمرات الشعبية الأساسية.
2 – أمناء اللجان الشعبية للمؤتمرات الشعبية الأساسية.
3 – أمناء المؤتمرات الشعبية للشعبيات.
4 – أمينات الشؤون الاجتماعية بالمؤتمرات الشعبية للشعبيات.
5 – أمناء اللجان الشعبية للشعبيات.
6 – الأمناء العامون للاتحادات والنقابات والروابط المهنية.
7 – أمانة مؤتمر الشعب العام.
8 – أمانة اللجنة الشعبية العامة (الحكومة).
9 – أمين مجلس التخطيط العام.
10 – أمين اللجنة الشعبية العامة لجهاز الرقابة الشعبية.
11 – الأمين المساعد للجنة الشعبية العامة لجهاز الرقابة الشعبية.
12 – رئيس المحكمة العليا.
13 – رئيس محكمة الشعب.
14 – رئيس مكتب الإدعاء الشعبي.
15 – النائب العام.
16 – محافظ مصرف ليبيا المركزي.
17 – نائب محافظ مصرف ليبيا المركزي.
18 – الأمناء المساعدون للجان الشعبية العامة للقطاعات.
19 – المختارون من مؤتمر الشعب العام.
ينعقد مؤتمر الشعب العام في دور انعقاد عام سنوي مرة قبل نهاية كل عام على الأقل، كما يجوز له أن ينعقد في دورات طارئة أو استثنائية أو متميزة للنظر في موضوع أو موضوعات محددة، ويكون الانعقاد بدعوة من أمانته أو بطلب ثلثي أعضائه.
- يتألف مؤتمر الشعب العام من 760 عضوا ينتخبون بطريقة مباشرة لفترة ثلاث سنوات.
- ينتخب مؤتمر الشعب العام رئيس الدولة واللجنة الشعبية العامة المؤلفة من الأمين العام وعدد من الأمناء.

## الامانة العامة
أمين مؤتمر الشعب العام
أمينة الشئون الاجتماعية
أمين الشئون الخارجية لمؤتمر الشعب العام الليبي.
أمين شئون المؤتمرات الشعبية
امين شئون اللجان الشعبية
أمين شئون النقابات والاتحادات
أمين الشئون القانونية

## سياسته
يؤكد «الكتاب الأخضر» المرتكز إلى خطاب ألقاه الزعيم الليبي معمر القذافي سنة 1975 أن «مجرد وجود المجلس النيابي يعني غياب الشعب، لكن الديمقراطية الحقيقية توجد فقط من خلال مشاركة الشعب وليس من خلال نشاط ممثليه». وبكلام آخر إن الديمقراطية التمثيلية توازي «إنكار المشاركة». ويعلن الكتاب الأخضر، وهو بيان حول نظام من الديمقراطية الخالصة ومصدر رئيسي للتشريع في ليبيا، إن الشعب وحده واللجان الشعبية قادرون جميعا على تحقيق الديمقراطية الشعبية. ويرفض الكتاب الأخضر الديمقراطية المباشرة القائمة على الاستفتاءات العامة لأنها لا تعبّر عن ارادة الشعب الحقيقية. فالنظام التشريعي الذي يطرحه الكتاب الأخضر والإعلان الشعبي لعام 1977 نظام تدرجي يفترض مشاركة جميع المواطنين على مستوى القاعدة في «المؤتمرات الشعبية الأساسية».

## الوظائف
يختار كل مؤتمر شعبي أساسي (المتكون من كل المواطنين البالغين 18 عاما من الذكور والانات) أمانة سره وهيئاته الإدارية المسماة «لجان شعبية». واللجان الشعبية مسؤولة أمام مؤتمرات الشعب الأساسية، وامناء المؤتمرات الأساسية (احياء المدينة) يكونون مؤتمرا شعبيا على مستوى الشعبية أو ما يعرف بالبلدية (المحافظة أو الولاية). وللمؤتمرات الشعبية الأساسية (المواطنون) حرية تفسير التشريعات وتطبيقها بعد تجميعها وصياغتها وتوفيقها وإصدارها من مؤتمر الشعب العام.
في قمة الهرم يقبع مؤتمر الشعب العام المؤلف من جميع أمناءالمؤتمرات واللجان عند قاعدة الهرم والنقابات والاتحادات والروابط المهنية على مستوى الدولة. ولمؤتمر الشعب العام سلطة إصدار القوانين التي ناقشها المواطنون واقروها في مؤتمراتهم المحلية. يختار مؤتمر الشعب العام أمينا يترأس جلساته ويوقّع القوانين الصادرة عن المؤتمر، ويعتبر رئيسا للدولة حيث يقبل أوراق اعتماد ممثلي الدول الأجنبية. والأمين الأخير لمؤتمر الشعب العام هو محمد أبو القاسم الزوي.

## وصلات خارجية
- مؤتمر الشعب العام على موقع أرشيف الشارخ.
- موقع أمانة مؤتمر الشعب العام نسخة محفوظة 11 فبراير 2010 على موقع واي باك مشين.